# Закорецкая, Валентина Николаевна
Валенти́на Никола́евна Закорецкая (укр. Валентина Миколаївна Закорецька; 30 апреля 1947, Ворошиловград — 9 июля 2010, Днепропетровск) — украинская советская спортсменка-парашютистка и тренер.

## Биография
Закорецкая Валентина Николаевна родилась 30 апреля 1947 года в Ворошиловграде в рабочей семье.
В 1982 году окончила Луганский Педагогический институт имени Т. Г. Шевченко.
Много лет защищала спортивную честь Луганска и области, и Украины, прошла путь от начинающей спортсменки до заслуженного мастера спорта СССР. В составе сборных команд Луганска, СССР, Украины завоевывала золотые, серебряные, бронзовые медали Чемпионатов Украины, Советского Союза, мира.
С 1967 года — капитан сборной команды Советского Союза по парашютному спорту.
В 1976 году стала абсолютной чемпионкой мира. На её счету 50 Мировых рекордов и 4 Всесоюзных.
Начиная с 1980 года Валентина Николаевна на тренерской работе.
Совершила более 11 500 прыжков с парашютом. Её имя занесено в Книгу рекордов Гиннесса 1976, 1987, 1998, как женщины-парашютистки с наибольшим количеством прыжков с парашютом в мире. Занятия парашютным спортом начала в 16 лет в группе парашютистов при Луганском аэроклубе. В 1970 году приняла участие в чемпионате Югославии. Затем последовала серия побед и наград.
С 1978 по 1984 годы Валентина Закорецкая была тренером сборной Украины по парашютному спорту. Позже — тренер-инструктор парашютной подготовки Енакиевского Государственного Авиаспортивного клуба.
Валентина Закорецкая воспитала 22 мастера спорта СССР и Украины и четырёх мастеров спорта международного класса.
Принимала участие в общественных движениях, поддерживала протестные акции молодежной группы СТАН,, выступала против незаконных застроек в Луганске, в районе городка ЛВВАУШ.
Умерла 9 июля 2010 года от острой сердечной недостаточности перед соревнованиями на аэродроме Днепропетровщины, где должна была участвовать в качестве судьи.
Похоронена на кладбище Острая Могила в Луганске.

## Личная жизнь
- Дочь Юлия Закорецкая — парашютистка — стала чемпионкой Украины среди юниоров в 14 лет[11].

## Звания и награды
- Мастер спорта СССР международного класса (1970).
- Трёхкратный чемпион мира (1970, 1972, 1976).
- Трёхкратный абсолютный чемпион СССР (1971, 1972, 1975).
- Четырёхкратный чемпион Вооруженных Сил СССР.
- Орден Трудового Красного Знамени
- Орден княгини Ольги II степени
- Почетный знак ЦК ВЛКСМ «Спортивная доблесть»
- грамоты и дипломы Госкомспорта СССР и Украины

Обладательница 50 мировых рекордов.

## Рекорды
Единственная в мире женщина-парашютистка, совершившая более 11 тысяч прыжков. В 1976 году её имя было впервые занесено в Книгу рекордов Гиннесса. Вторично рекорд (10000 прыжков) был зафиксирован в Книге в 1987 году, третий раз — в 1998 году за одиннадцать с половиной тысяч прыжков. 